# 44-та танкова дивізія (СРСР)
44-та танкова дивізія — військове з'єднання РСЧА у складі 18-го (18 МК) та 16-го механізованого корпусів (16 МК) до та під час Німецько-радянської війни.

## Історія
44-та танкова дивізія була сформована в березні 1941 року на базі 49-ї легко-танкової бригади.
У складі 16-о МК брала участь у боях у складі Південного фронту за Бердичів та Козятин. В результаті проведених боїв дивізія практично втратила всю матеріальну частину і за даними штабу 6-ї армії не представляла з себе реальної бойової одиниці.
У кінці липня 1941 року з дивізії до м. Харків було відізвано найбільш цінні танкові кадри, які не мали танків і використовувалися у боях, як стрілецькі підрозділи. Із залишків підрозділів було сформовано окремі бойові загони, командування дивізії залишалося у складі 6-ї армії.
2 серпня 1941 року рештки дивізії разом з корпусом потрапила в Уманський котел. В результаті розгрому групи Понеделіна, командир дивізії полковник В.П. Кримов потрапив у полон і помер від отриманих ран в м. Голованівськ. Уникнути оточення вдалося тилам дивізії, які нараховували близько 500 чоловік, 100 гвинтівок та 200 автомашин.
З відізваних із фронту танкістів 44-ї дивізії було сформовано 14-ту танкову бригаду (командир – полковник С.І. Семенніков), 58-й та 62-й танкові батальйони.

## Повна назва
44-та танкова дивізія

## Підпорядкування
- Одеський військовий округ, 9-та окрема армія, 18-й механізований корпус, (до 25 червня 1941)
- Південний фронт, 9-та армія, 18-й механізований корпус (25 червня – 9 липня 1941)
- Південно-Західний фронт, 16-й механізований корпус (9 липня — 13 липня 1941)
- Південно-Західний фронт, 6-та армія, 16-й механізований корпус (13 липня — 25 липня 1941)
- Південний фронт, 16-й механізований корпус (25 липня — 7 серпня 1941)

## Склад
- 87-й танковий полк
- 88-й танковий полк
- 44-й мотострілецький полк
- 44-й гаубичний артилерійський полк
- 44-й розвідувальний батальйон
- 44-й окремий зенітно-артилерійський дивізіон
- 44-й понтонний батальйон
- 44-й окремий батальйон зв’язку
- 44-й медичний санітарний батальйон
- 44-й автотранспортний батальйон
- 44-й ремонтно-відновлювальний батальйон
- 44-та рота регулювання
- 44-й пересувний хлібозавод
- 362-га польова поштова станція
- 379-та польова каса Держбанку

## Командири
- Полковник К.Ю. Андрєєв
- Полковник В.П. Кримов